# Карлос Кастро Гарсія
Карлос Кастро Гарсія (ісп. Carlos Castro García; нар. 1 червня 1995, М'єрес) — іспанський футболіст, нападник грузинського «Динамо» (Тбілісі).

## Клубна кар'єра
Народився 1 червня 1995 року в місті М'єрес. Вихованець юнацьких команд низки футбольних клубів, останнім з яким був «Спортінг» (Хіхон). У дорослому футболі дебютував 2012 року виступами за другу команду цього клубу, а за два роки почав залучатися до головної команди «Спортінга», в якій протягом чотирьох років був основним гравцем.
2018 року перейшов до «Мальорки», гравцем основної команди якого не став, натомість віддавався в оренду до «Ельче» та «Луго».
У жовтні 2020 року перейшов до тбіліського «Динамо».

## Виступи за збірну
Протягом 2014—2016 років залучався до складу молодіжної збірної Іспанії, за яку зіграв три офіційні матчі.

## Досягнення
- Чемпіон Грузії (1):

«Динамо» (Тбілісі): 2020
- Володар Суперкубка Грузії (1):

«Динамо» (Тбілісі): 2021